# Łucznictwo na Igrzyskach Afrykańskich 2019
Łucznictwo na Igrzyskach Afrykańskich 2019 odbywało się w dniach 27–30 sierpnia 2019 roku w Centre National des Sports Moulay Rachid położonym w mieście Sala.

## Podsumowanie

### Klasyfikacja medalowa
| Klasyfikacja medalowa | Klasyfikacja medalowa    | Klasyfikacja medalowa | Klasyfikacja medalowa | Klasyfikacja medalowa | Klasyfikacja medalowa |
| Miejsce               | Państwo                  | Złoto                 | Srebro                | Brąz                  | Razem                 |
| --------------------- | ------------------------ | --------------------- | --------------------- | --------------------- | --------------------- |
| 1                     | Egipt                    | 4                     | 0                     | 2                     | 6                     |
| 2                     | Wybrzeże Kości Słoniowej | 1                     | 1                     | 0                     | 2                     |
| 3                     | Tunezja                  | 0                     | 3                     | 0                     | 3                     |
| 4                     | Namibia                  | 0                     | 1                     | 0                     | 1                     |
| 5                     | Czad                     | 0                     | 0                     | 2                     | 2                     |
| 6                     | Algieria                 | 0                     | 0                     | 1                     | 1                     |
| Razem                 | Razem                    | 5                     | 5                     | 5                     | 15                    |

### Medaliści
| Konkurencja   | 1. miejsce                                              | 2. miejsce                                                                                               | 3. miejsce                                                                       |
| ------------- | ------------------------------------------------------- | --- | -------------------------------------------------------------------------------- |
| Mikst         | Egipt · Reem Mansour · Youssof Tolba                    | Namibia · Quinn Reddig · Adriaan Grobler                                                                 | Czad · Marlyse Hourtou · Israel Madaye                                           |
| Mężczyźni     |                                                         | |                                                                                  |
| Indywidualnie | Sherif Mohamed                                          | Mohamed Hammed                                                                                           | Youssof Tolba                                                                    |
| Drużynowo     | Egipt · Bahaaeldin Aly · Sherif Mohamed · Youssof Tolba | Tunezja · Sabeur Ben Brahim · Nabil Benromdhan · Mohamed Hammed                                          | Algieria · Imadeddine Bakri · Abdelmajid Hocine · Ayoub Rahlaoui                 |
| Kobiety       |                                                         | |                                                                                  |
| Indywidualnie | Esmei Anne Marcelle Diombo                              | Rihab El Walid                                                                                           | Amal Adam                                                                        |
| Drużynowo     | Egipt · Amal Adam · Mira Elchammaa · Reem Mansour       | Wybrzeże Kości Słoniowej · Esmei Anne Marcelle Diombo · Fatou Gbane · Ekpobi Anne-marie Eleonord Yedagne | Czad · Aron Salome Atchoumgai · Martine Abaifouta Hallas Maria · Marlyse Hourtou |